# 卡貝略港
卡貝略港（西班牙語：Puerto Cabello）是委內瑞拉的城市，由卡拉沃沃州負責管轄，位於該國北部，距離首都卡拉卡斯75公里，始建於十六世紀，面積729平方公里，處於海拔水平面，每年平均降雨量881毫米，2001年人口201,511。

## 外部連結
- World Press Photo of the Year award winner from 1962 rebellion. （页面存档备份，存于）